# The Bootleg Series Vol. 7: No Direction Home: The Soundtrack
The Bootleg Series Vol. 7: No Direction Home: The Soundtrack je kompilační album amerického písničkáře Boba Dylana složené z raritních nahrávek z let 1959–1966. Album bylo vydané v roce 2005.

## Seznam skladeb
Všechny skladby napsal Bob Dylan, není-li uvedeno jinak.

### Disk 1
1. "When I Got Troubles" (1959) – 1:31
2. "Rambler, Gambler" (Home recording) (Trad. Arr. Bob Dylan) – 2:28
3. "This Land Is Your Land" (Live version) (Woody Guthrie) – 5:58
4. "Song to Woody" – 2:42
5. "Dink's Song" (Minnesota Hotel Tape) (Trad. Arr. Bob Dylan) – 5:03
6. "I Was Young When I Left Home" (Minnesota Hotel Tape) – 5:25
7. "Sally Gal" – 2:38
8. "Don't Think Twice, It's All Right" (Witmark demo) – 3:36
9. "Man of Constant Sorrow" (Trad. Arr. Bob Dylan) – 3:24
10. "Blowin' in the Wind" (live) – 4:24
11. "Masters of War" (live) – 4:43
12. "A Hard Rain's A-Gonna Fall" (live) – 8:22
13. "When the Ship Comes In" (live) – 3:37
14. "Mr. Tambourine Man" – 6:43
15. "Chimes of Freedom" (live) – 8:04
16. "It's All Over Now, Baby Blue" (alternate take) – 3:34

### Disk 2
1. "She Belongs to Me" (alternate take) – 4:10
2. "Maggie's Farm" (live) – 5:03
3. "It Takes a Lot to Laugh, It Takes a Train to Cry" (alternate take) – 3:35
4. "Tombstone Blues" (alternate take) – 3:37
5. "Just Like Tom Thumb's Blues" (alternate take) – 5:44
6. "Desolation Row" (alternate take) – 11:45
7. "Highway 61 Revisited" (alternate take) – 3:40
8. "Leopard-Skin Pill-Box Hat" (alternate take) – 6:26
9. "Stuck Inside of Mobile with the Memphis Blues Again" (alternate take) – 5:45
10. "Visions of Johanna" (alternate take) – 6:38
11. "Ballad of a Thin Man" (live) – 7:46
12. "Like a Rolling Stone" (live) – 8:12